# Валя-Морій (Алба)
Валя-Морій (рум. Valea Morii) — село у повіті Алба в Румунії. Входить до складу комуни Відра.
Село розташоване на відстані 324 км на північний захід від Бухареста, 56 км на північний захід від Алба-Юлії, 67 км на південний захід від Клуж-Напоки, 149 км на північний схід від Тімішоари.

## Населення
За даними перепису населення 2002 року у селі проживали 147 осіб, усі — румуни. Усі жителі села рідною мовою назвали румунську.